# 4.º Grupo Aéreo
El 4.º Grupo Aéreo (第四航空隊, Dai-Yon Kōkūtai) fue una unidad de bombarderos con base en tierra del Servicio Aéreo de la Armada Imperial Japonesa durante la campaña del Pacífico de la Segunda Guerra Mundial. El grupo aéreo fue renombrado como 702.º Grupo Aéreo el 1 de noviembre de 1942.

## Historia
La unidad se formó el 10 de febrero de 1942 mediante la combinación de una división (buntai) del Grupo Aéreo Naval de Chitose que anteriormente estaba acuartelado en el Pacífico Central y dos divisiones del Grupo Aéreo Naval de Takao que participaron en la conquista de Filipinas y las Indias Orientales Neerlandesas. Operaron el nuevo bombardero Mitsubishi G4M Rikko Tipo 1. Ese mismo mes, el grupo se desplegó en Rabaul, Nueva Bretaña, para apoyar las operaciones japonesas durante las primeras etapas de la campaña de Nueva Guinea, al principio como parte de la 24.ª Flotilla Aérea y desde abril como parte de la 25.ª Flotilla Aérea.

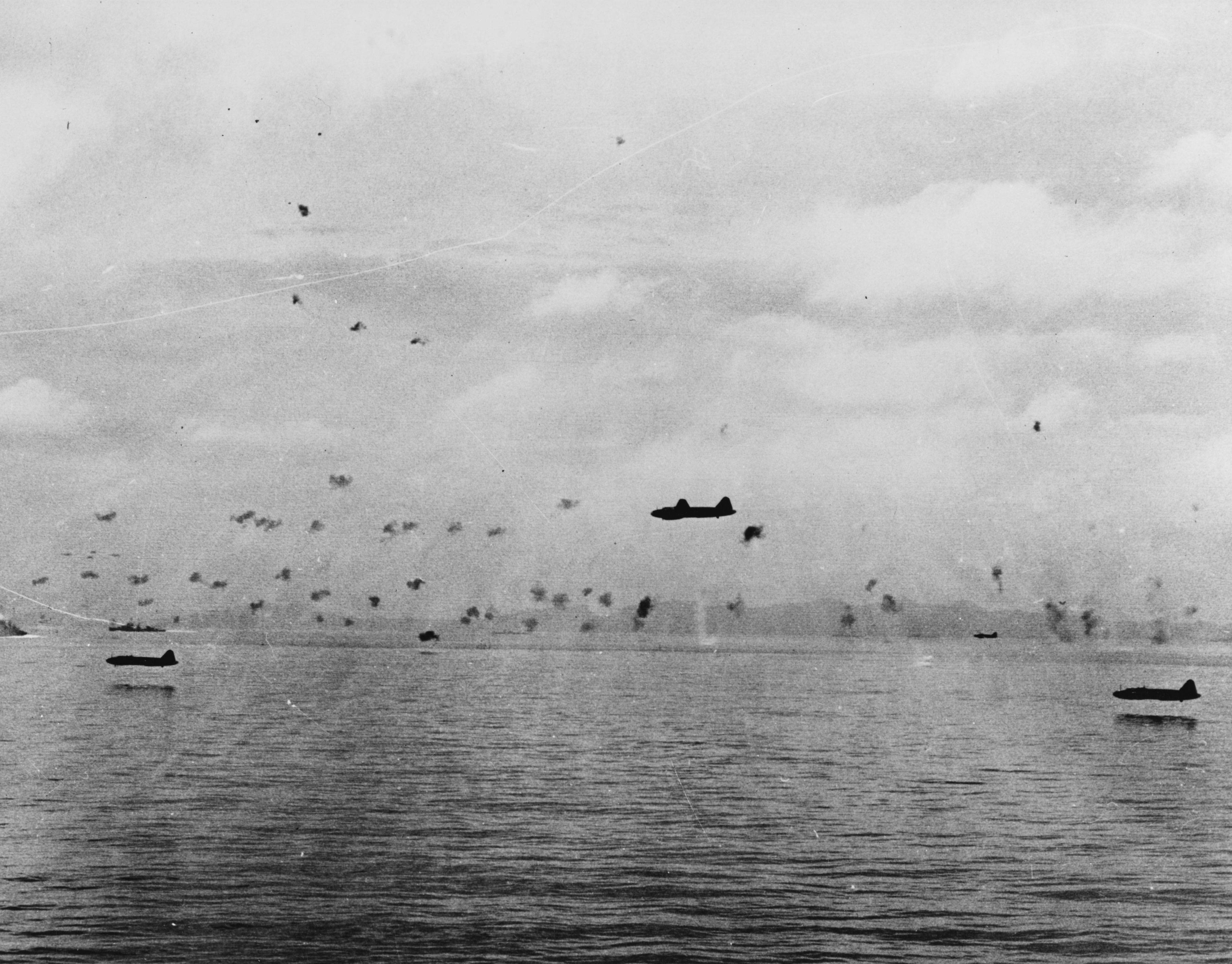
Bombarderos G4M realizando un ataque con torpedos de nivel extremadamente bajo contra barcos aliados frente a Guadalcanal el 8 de agosto de 1942.

El 20 de febrero, un hidroavión del Grupo Aéreo Naval de Yokohama detectó una fuerza operativa de los EE. UU. concentrada alrededor del Lexington, a 460 millas náuticas de Rabaul. Se ordenó a los bombarderos medios del 4.º Grupo Aéreo que atacaran al grupo, ya que los torpedos aéreos Tipo 91 aún no habían llegado al puesto de avanzada recién capturado en Rabaul. Para colmo, los tanques de combustible externos para los cazas Mitsubishi A6M Zero estacionados en Rabaul tampoco habían llegado todavía, lo que significaba que no podrían escoltar a los bombarderos a tales distancias. La formación de ataque constaba de 17 G4M, cada uno equipado con dos bombas de 250 kg, y estaba dirigida por el teniente y hikōtaichō, Takuzō Itō, que actuaba como observador en el avión líder. En la acción que siguió frente a Bougainville, la unidad perdió 15 bombarderos ante los cazas enemigos F4F Wildcat y el fuego antiaéreo (incluido su hikōtaichō y dos buntaichō). Solo unos pocos bombarderos lograron acercarse lo suficiente para lanzar las bombas al Lexington, sin embargo, todos fallaron, y la bomba más cercana impactó a unos 30 metros de la popa. El bombardero líder intentó estrellarse contra Lexington, pero fue derribado.
Las pérdidas del 4.º Grupo Aéreo pronto se repusieron y luego realizaron bombardeos regulares contra Puerto Moresby en Nueva Guinea de marzo a agosto. El 7 de mayo de 1942, tuvieron una participación menor en la batalla del Mar del Coral, donde realizaron un ataque con torpedos contra los cruceros aliados alrededor del canal de Jomard. No anotaron impactos y perdieron cinco de los 12 aviones.
El 7 de agosto de 1942, el 4.º Grupo Aéreo se preparaba para atacar un aeródromo enemigo recién descubierto cerca de la bahía de Milne en Nueva Guinea, cuando llegó la impactante noticia del desembarco aliado en Guadalcanal. Los comandantes decidieron que no había tiempo para cambiar bombas por torpedos y enviaron 27 bombarderos G4M para atacar la playa cerca de Punta Lunga. La formación estaba encabezada por el teniente Rempei Egawa y llegó a Guadalcanal poco después de las 13:00 horas. No anotaron impactos en los barcos, por la pérdida de cuatro aviones. A la mañana siguiente, el teniente Shigeru Kotani (buntaichō) dirigió 17 bombarderos del 4.º Grupo Aéreo (junto con nueve del Grupo Aéreo Naval de Misawa), esta vez debidamente equipados con torpedos, para otro ataque contra los barcos cerca de la cabeza de playa. El fuego antiaéreo desde el barco diezmó la formación y solo unos pocos aviones lograron lanzar sus torpedos, uno de los cuales dañó a un destructor. Además de eso, los pocos aviones supervivientes fueron emboscados por cazas F4F al salir. En total, solo cinco aviones severamente dañados lograron regresar a Rabaul y 125 hombres perecieron en el ataque, incluidos todos los oficiales.
El 4.º Grupo Aéreo participó en frecuentes ataques contra el campo Henderson durante la etapa inicial de la campaña de Guadalcanal. A fines de septiembre de 1942, después de sufrir grandes pérdidas, la unidad se retiró del área. En siete meses de combate, la unidad perdió dos hikōtaichō, seis buntaichō, más de 40 tripulaciones y más de 50 aeronaves. El 1 de noviembre de 1942, la unidad fue renombrada como 702.º Grupo Aéreo.

## Personal asignado

### Comandantes
- Capitán Moritama Hiroshi; 10 de febrero de 1942 - 1 de noviembre de 1942

### Oficiales
- Vacante; 10 de febrero de 1942 - 20 de julio de 1942
- Comandante Uchibori Yoshiro; 20 de julio de 1942 - 1 de noviembre de 1942

### Mantenimiento
- Teniente Goto Takeichi; 10 de febrero de 1942 - 1 de noviembre de 1942

### Oficiales médicos
- Teniente Ueda Hideyasu; 10 de febrero de 1942 - 1 de noviembre de 1942

### Logística
- Teniente Nomaguchi Fumio; 10 de febrero de 1942 - 1 de septiembre de 1942
- Teniente Tomita Koji; 1 de septiembre de 1942 - 1 de noviembre de 1942

### Comunicaciones
- Teniente Horino Yoshiyuki; 10 de febrero de 1942 – 20 de octubre de 1942
- Teniente Yoshizumi Seiichi; 20 de octubre de 1942 – 1 de noviembre de 1942

### Oficiales del aire
- Comandante Miyazaki Takashi; 10 de febrero de 1942 - 1 de abril de 1942
- Teniente/Comandante Tsuzaki Naonobu; 1 de abril de 1942 - 10 de julio de 1942 (Muerto en combate; Comandante póstumamente)
- Vacante; 10 de julio de 1942 - 20 de julio de 1942
- Teniente Mitsui Kenji; 20 de julio de 1942 - 1 de noviembre de 1942